# Place de la Porte-de-Montreuil
La place de la Porte-de-Montreuil est une voie située dans le quartier de Charonne du 20e arrondissement de Paris.

## Situation et accès
La place de la Porte-de-Montreuil est desservie à proximité par la ligne 9 à la station Porte de Montreuil.
La place est un rond-point qui est le point de rencontre des axes:
- Rue de Paris qui donne accès à la commune de Montreuil
- Boulevard périphérique de Paris
- Rue Mendelssohn
- Avenue de la Porte-de-Montreuil
- Rue Charles-et-Robert

## Origine du nom

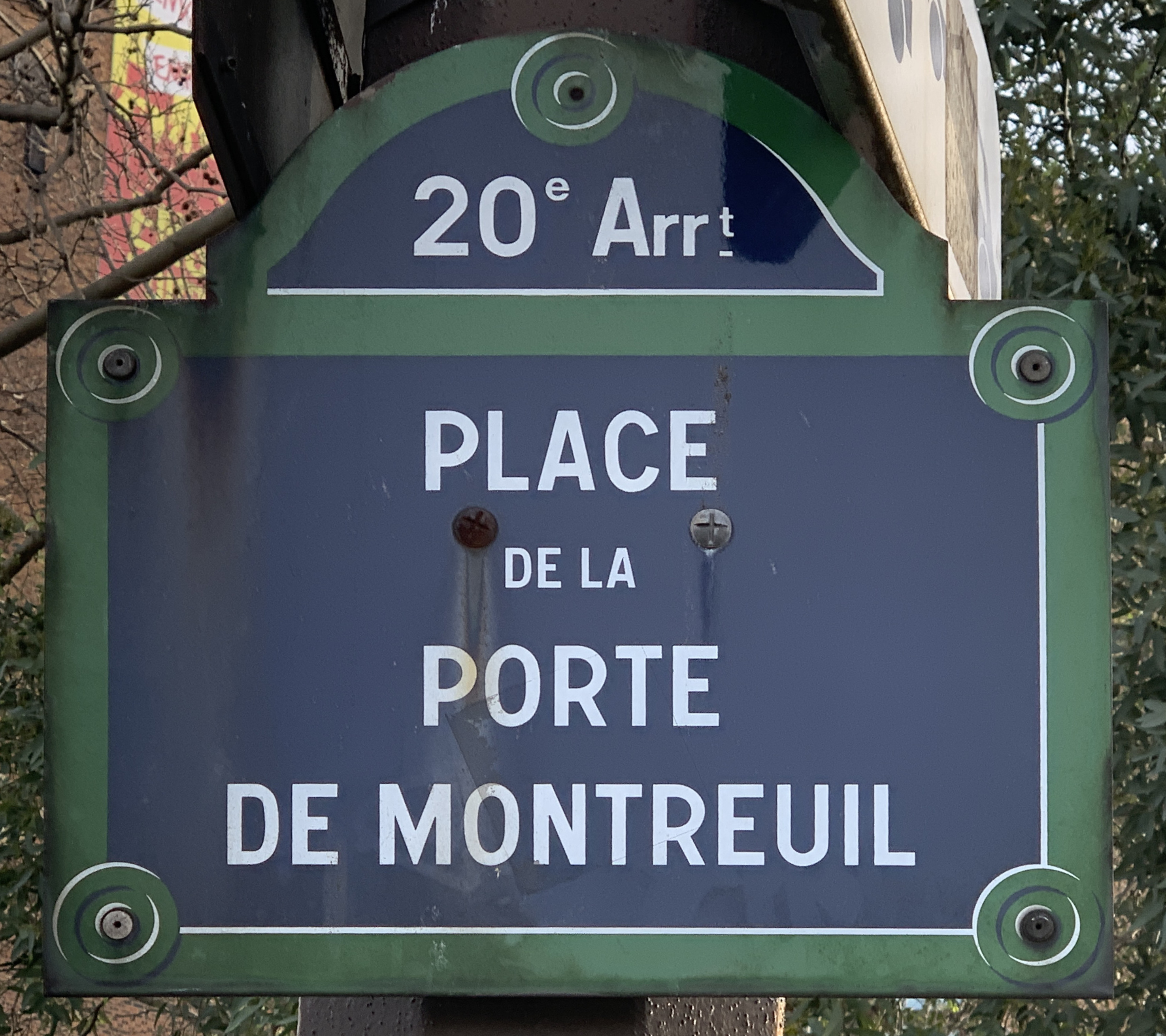
Plaque de la place.

Cette place est située à l'emplacement de l'ancienne porte de Montreuil de l'enceinte de Thiers.

## Historique
Cette place a été créée en 1932 sur l'espace de l'ancienne Zone de Paris et des fortifications de l'enceinte de Thiers, entre les bastions nos 11 et 12. La porte de Montreuil fut aménagée à son emplacement actuel lors de la construction du boulevard périphérique de Paris en 1970. C'est de nos jours un grand rond-point surplombant le périphérique et lui servant d'accès.

## Bâtiments remarquables et lieux de mémoire
- Accès au square des Docteurs-Dejérine.
- Marché aux puces de la porte de Montreuil.
- Centre commercial La Grande Porte.
- Siège central de la Confédération générale du travail.

## Tournage
- Les séquences débutant le film Le Pont du Nord, réalisé par Jacques Rivette et sorti en 1981, sont tournées sur la place de la Porte-de-Montreuil ; on y voit Pascale Ogier, interprétant le personnage de Baptiste, évoluer sur un cyclomoteur blanc[2].